# Nowogrodziec
Nowogrodziec é um município da Polônia, na voivodia da Baixa Silésia e no condado de Bolesławiec. Estende-se por uma área de 16,1 km², com 4 244 habitantes, segundo os censos de 2016, com uma densidade de 263,6 hab/km².